# Nuša Kerševan
(Ana) Nuša Kerševan, slovenska ekonomistka in političarka, * 1930, Renče pri Novi Gorici.
V Ljubljano je prišla leta 1934 s starši, ekonomsko-političnimi migranti iz Italije. Kot osnovnošolka je osebno poznala župana Ivana Hribarja in mu ob obiskih pokazala svoje spričevalo. V prestolnici je leta 1948 maturirala, študij nadaljevala v Beogradu in leta 1950 diplomirala iz zunanje trgovine. Sodelovala je v mladinskih delovnih akcijah in bila politično aktivna.
Med njene najvišje funkcije, ko je bila v mandatnem obdobju 1982-86 delegatka v Zboru republik in pokrajin zvezne skupščine, sodi mesto podpredsednice Skupščine SFRJ (1984/85). Med letoma 1986 in 1990 je bila predsednica Skupščine mesta Ljubljana (županja mesta), druga v zgodovini Ljubljane (za Tino Tomlje). Njen brat je bil arhitekt in publicist Peter Kerševan.
Leta 2010 je postala častna meščanka Ljubljane.
V Lions klubu Ljubljana je kot ena ustanovnih članic do leta 1995 delovala kot zakladnica, kasneje kot mentorica Lions kluba Rožnik in v komisiji za pomoč slepim in slabovidnim, leta 2013/2014 pa tudi v komisiji za področje socialnega varstva. Prejela je vrsto priznanj; tri guvernerjeva, nagrado Lion of the Year, dve priznanji predsednika Lions Club International (leta 1996 in 2008) in dve dodatni priznanji LCI (za projekta SightFirst I in vodenje aktivnosti na področju diabetesa), poleg tega pa še plaketo Zveze društev slepih in slabovidnih Slovenije.
Po koncu županskega mandata je prevzela vodenje društva Zeleni prstan, ki ureja Pot spominov in tovarištva okrog Ljubljane. Tudi sredi svojih osemdesetih ostaja izredno aktivna, ne le kot podpredsednica Upokojenske zveze Socialnih demokratov, v Zelenem prstanu in Lions klubu, temveč sodeluje na mnogih dogodkih kot slavnostna govornica (obletnica osvoboditve internirancev v taborišču Auschwitz, odkritje spomenika žrtvam v Kozlarjevi gošči leta 2012 itd.).